# Hermínia Puigsech Puig
Hermínia Puigsech Puig (Mataró, 19 setembre 1926 - Vernhòla, cantó de Varilhas, 17 febrer 2013) Coneguda com Hermínia Muñoz, va ser una catalana exiliada a França. Durant la Segona Guerra Mundial, com a membre de la Resistència, es va distingir per les seves accions contra l'ocupació nazi. Va ser condecorada amb la Legió d'Honor.
Nascuda a Mataró, era filla de Ramón Puigsech Homs i Hermínia Puig Ferrer i tenia un germà més petit. Va estudiar amb el mètode de l'Escola racionalista i va passar la infància a Blanes i Tordera, d'on el seu pare, militant de la Unió de Rabassaires, va ser alcalde a finals de 1936, en plena Guerra Civil.
La desfeta del Bàndol republicà, va provocar la fugida massiva de refugiats cap a França. Hermínia Puigsech, el 6 febrer 1939, amb dotze anys, va travessar la frontera amb la mare i el germà. Van ser internats als camps de l'Aude i l'Alt Marne. El pare també va passar a França amb La retirada i va ser reclòs al camp d'Argelers, al camp del Barcarès, a Saint Ciyprien i a Bram. No es va poder reunir amb la família fins que, enrolat en la Companyia de Treballadors Estrangers, va obtenir una feina remunerada. Es van instal·lar a Planha. El 10 maig 1940, L'exèrcit nazi va iniciar la batalla de França, el 14 juny va ocupar París i el 22 de juny, el mariscal Petain va firmar l'armistici.
El novembre 1942, Ramón Puigsech va rebre l'oferta de cultivar una finca agrícola, situada en una zona boscosa de difícil accés, a prop de Dalon i Varilhas (Arieja). La Werhmacht ja havia ocupat tot el país i aquella masia, lloc de pas de llenyataires i carboners, aviat es va convertir en una base de guerrillers que hi van trobar aixopluc, medecines i aliments.
El 1943, amb disset anys, Hermínia Puigsech va assumir el risc de ser, a temps complet, un petit soldat de l'Estat Major de la Tercera brigada del FFI (Guerrillers de les Forces Franceses de l'Interior). Va rebre un'arma i la consigna de no deixar-se capturar amb vida. Esquivant les patrulles alemanyes, va haver de recórrer grans distàncies en bicicleta, transportant armes, missatges, medicines, etc. També havia d'anar a les estacions de Tolosa i de Perpinyà a rebre nous maquis i acompanyar-los a llocs segurs. En aquelles missions va conèixer el tinent anarcosindicalista Crescencio Muñoz Hernández. En pocs mesos, la resistència va efectuar més de quaranta sabotatges a les vies del tren i seixanta atacs a les línies d'alta tensió i va paralitzar la producció industrial de les zones de Pàmies i Tarascó.
Hermínia Puigsech va participar activament en dues accions de guerra: El 19 juliol 1944, en el combat per l'alliberament de Foix i el 22 d'agost, en la batalla de Castethnau de Durban, en la qual es va produir la capitulació de l'exèrcit alemany a l'Arieja.
Després de l'alliberament (Día de la Victòria), es va casar amb Crescencio Muñoz i van tenir dos fills, Numen i Luzbel. El 1967, Muñoz va morir en un accident laboral a la mina on treballava. Pels seus serveis a França, va ser honorat amb la Creu de Guerra.
El 2009, als vuitanta-tres anys, Hermínia Muñoz Puigsech, en reconeixement de la seva lluita durant l'ocupació nazi, va ser condecorada amb la creu de cavaller de la Legió d'honor. El 13 setembre del mateix any, l'escola de Vernhòla va rebre el seu nom. Va morir el 2013, als vuitanta-sis anys.